# José Maria de Palermo
Frei José Maria de Palermo, nascido  Vincenzo Diliberto (Palermo, 1 de fevereiro de 1864 - Sortino, 1 de janeiro de 1886), era um religioso italiano, da Ordem dos Frades Menores Capuchinhos (OFMCap.), cujo processo de beatificação e canonização está em andamento. Ele é considerado pela Igreja Católica Servo de Deus.

## Biografia
Ele nasceu em Palermo em 1º de fevereiro de 1864. Seu pai Nicolò, um engenheiro de engenharia civil, e de sua mãe Rosa, uma dona de casa. Recebeu a primeira comunhão em 1871, aos sete anos, na igreja de São Francisco de Assis. A morte prematura de sua mãe, quando Vincenzo tinha apenas onze anos, contribuiu para acentuar seu caráter inquieto. Seu pai recorreu em vão a alguns colégios de prestígio da cidade, sendo que um deles, o Instituto Randazzo, foi definitivamente expulso por má conduta, rotulado de espírito rebelde e incorrigível. Aos quinze anos, depois de um lento trabalho interior, graças à amizade e à direção espiritual que experimentou no Colégio San Rocco, Vincenzo iniciou um caminho gradual de "conversão". Pela apatia e travessuras substituiu as práticas de piedade que tinham como ponto culminante a frequência dos sacramentos e, em particular, a adoração ao Santíssimo Sacramento, tanto que se tornou um aluno exemplar
Logo sentiu o desejo de abraçar a vida sacerdotal, portanto, tendo obtido a aprovação paterna, em 5 de junho de 1881 ingressou no Seminário Arquiepiscopal de Palermo, precedido da fama de "convertido". Durante os quatro anos de sua permanência no seminário, o amor de Vicente pela Eucaristia cresceu a tal ponto que, através de um jogo de espelhos, ele podia ver o tabernáculo da sala de física e assim poder pausar na oração dia e noite, escapando de olhares curiosos.. Em 31 de agosto de 1884, o seminarista de vinte anos retirou-se, a conselho de seu confessor e diretor espiritual, por dois meses na solidão do convento franciscano de Baida, então desabitado, em vista da escolha de uma Ordem religiosa para viver sua vida espiritual. Ao regressar de Baida, o encontro com um jovem frade capuchinho, recém-saído do noviciado no convento de Sortino, pôs fim às suas dúvidas, escolhendo a Ordem dos Frades Menores Capuchinhos
Após uma resistência inicial de seu pai, tendo obtido sua permissão, Vincenzo, em janeiro de 1885, partiu com seu irmão Silvestro para Sortino. Recebido pelo Ministro provincial Pe. Eugenio Scamporlino, em 14 de fevereiro de 1885 recebeu o hábito de noviço capuchinho e o novo nome: "Frei  José Maria de Palermo", iniciando assim o ano probatório.. Frei José, em carta ao pai, não escondeu a "maior alegria" de envergar o hábito da pobreza e de praticar todas as observâncias exigidas no noviciado capuchinho O austero padrão de vida logo entrou em rota de colisão com a saúde do jovem que, já em novembro de 1885, sofria dos sintomas inequívocos de uma pneumonia que o teria levado, em pouco tempo, à sua morte.
Frei José Maria de Palermo, faleceu em Sortino, no convento-noviciado dos Capuchinhos, às 0h30 do dia 1º de janeiro de 1886.

## Depois da morte
A notícia da morte, em nome da santidade, do jovem noviço capuchinho de Palermo espalhou-se rapidamente e muitos se aglomeraram, primeiro no convento e depois na igreja, para lhe manifestar a devoção. O corpo de José Maria permaneceu exposto por três dias. No domingo, 3 de janeiro de 1886, o corpo venerado foi acompanhado pelos frades, o clero e a multidão ao cemitério da cidade e na segunda-feira, 4 de janeiro,  foi sepultado na sepultura dos capuchinhos . Somente a partir de 21 de outubro de 1928, os restos mortais do noviço com fama de santidade repousam na igreja do convento dos capuchinhos de Sortino, com a autorização da competente Congregação Romana para os Ritos .

## Causa de beatificação
Dada a persistência da fama de santidade do jovem noviço Frei José Maria de Palermo, entre 1890 e 1908 o processo de informação ocorreu entre Palermo e Siracusa (diocese do nascimento e morte do servo de Deus) que terminou em 1913. O dia 13 de maio de 1914 Papa Pio X dava o nulla osta para a introdução da causa com o processo apostólico, realizado entre 1914 e 1924. . Após um longo período de estagnação, em 2001, a Congregação para as Causas dos Santos designou o supervisor para a redação da Positio super virtutibus. Em 3 de março de 2013, a pedido da Congregação para as Causas dos Santos, uma investigação complementar foi lançada pela Arquidiocese de Siracusa sobre a continuidade da fama de santidade do servo de Deus que terminou com o encontro e o relatório final do Tribunal Diocesano, na presença do Arcebispo Salvatore Pappalardo, em 10 de maio de 2016. Em 17 de fevereiro de 2017, a Congregação para as Causas dos Santos emitiu o Decreto de Validade Jurídica do Inquérito. O atual orador da Causa é o capuchinho pe. Vincenzo Criscuolo